# ثمرة التطور: صنعت حياتي قبل أن أدرك ذلك
ثمرة التطور: صنعت حياتي قبل أن أدرك ذلك ( باليابانية : 進化の実 ～知らないうちに勝ち組人生～ بالروماجية : Shinka no Mi: Shiranai Uchi ni Kachigumi Jinsei و يُنطق باليابانية : شينكا نو مي شيراناي أوتشي ني كاتشيجومي جينسيّ و يُترجم حرفياً للعربية : مرة التطور - حياة الفوز دون معرفة ) هي سلسلة رواية خفيفة وأنمي يابانية تم نشرها في سبتمبر 2014 وتحولت لمانغا و تم نشرها في سبتمبر 2017 و تم جمع المانغا في سبع مجلدات تانكوبون وتم الإعلان عن تحويل السلسلة أنمي من أنتاج استديو هوت لاين و تم بثه لأول مرة علي التلفاز الياباني في 5 أكتوبر 2021.